# Dili
Dili (en portugués: Díli) es la capital y ciudad más poblada de Timor Oriental. Situada en la costa noreste de la isla de Timor, la más extrema oriental de las islas menores de la Sonda.

## Historia
Dili fue fundada por los portugueses en 1520 y en 1769 pasó a ser la nueva capital del Timor Portugués, en sustitución de Lifau, en el actual enclave de Oecussi-Ambeno, ya que esta era demasiado vulnerable a los ataques neerlandeses.

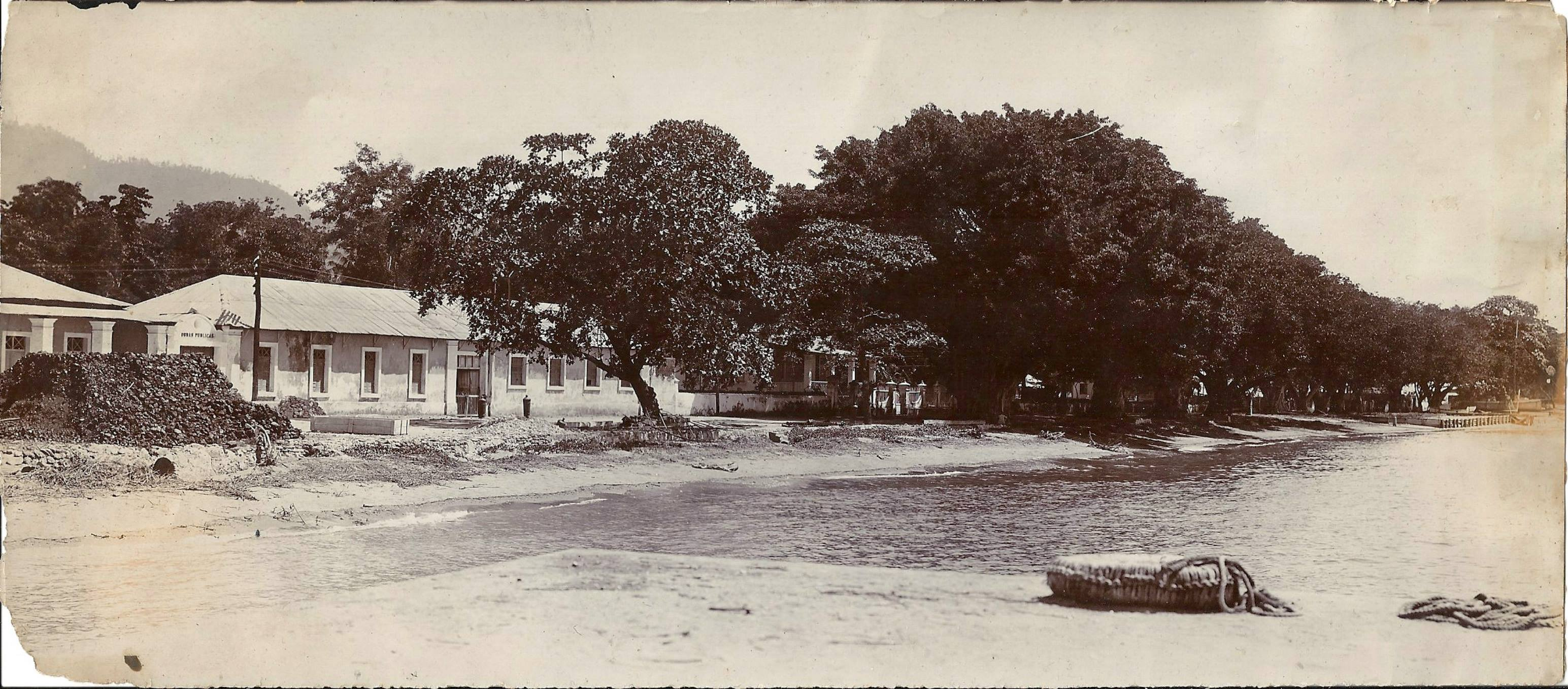
Bahía de Dili en la década de 1930.

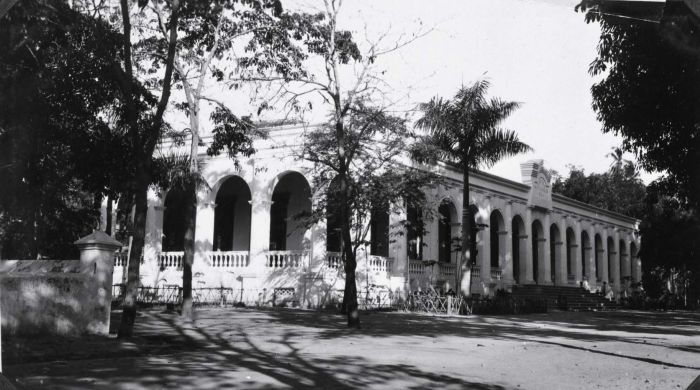
Liceum Doctor Francisco Machado en la década de 1930.

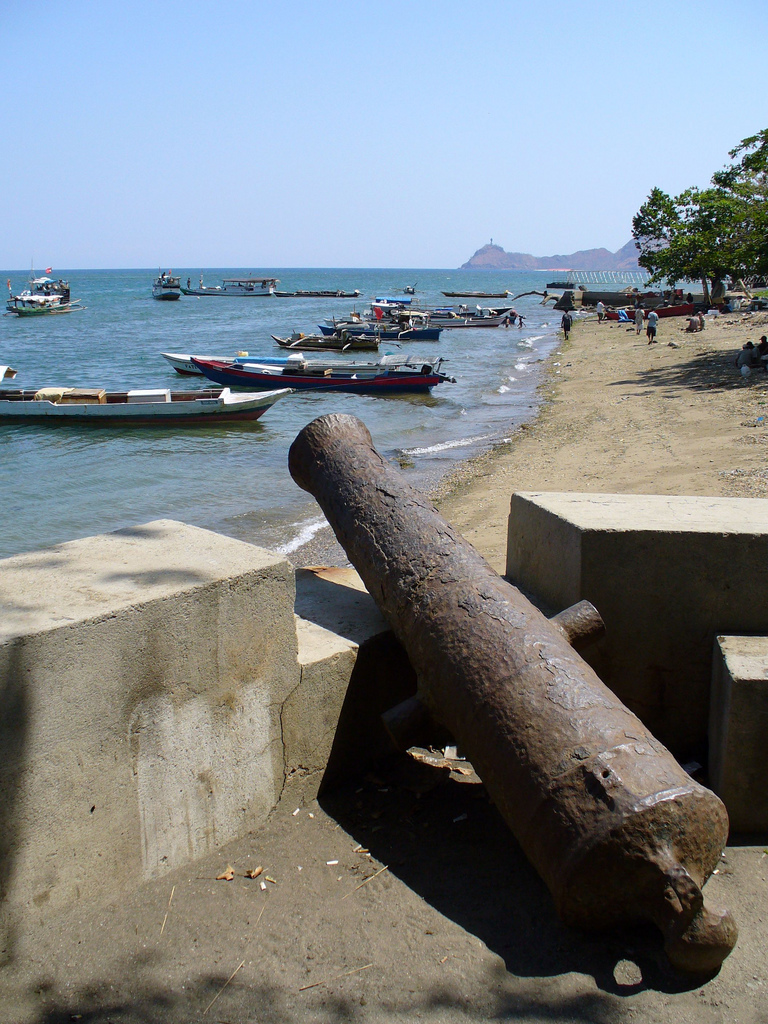
Antiguo cañón portugués en Dili.

La primera capital del Timor Portugués era Lifau, situada a cinco kilómetros al oeste de Pante Macassar, en el enclave de Oecusse. Fue allí donde se localizó el primer establecimiento portugués en lo que ahora es Timor Oriental, creado en el medio del siglo XVII, ya que el Fort de Coupon construido en la ciudad de Coupon (ahora conocido como Kupang) en 1646 tuvo que ser abandonado en 1653 por imposición del imperio holandés.
Los conflictos regionales contra las autoridades portuguesas en Lifau llevaron al gobernador António José Teles de Meneses a evacuar la plaza el 11 de agosto de 1769, destruyéndola antes de abandonarla.
La nueva capital de Timor Portugués fue fundada en Dili Bay y comenzó a construirse el 10 de octubre del mismo año. En los primeros años, la ciudad era solo un pequeño grupo de casas de madera, protegidos sumariamente por trincheras y bastiones. En 1813, Dili tenía una población de 1 768 habitantes. Los frágiles edificios de madera fueron finalmente consumidos por sucesivos incendios hasta que, en 1834, bajo la dirección del gobernador José María Marques, Dili fue correctamente urbanizado, siendo elevado a la categoría de ciudad en enero de 1864. En 1852, Dili tenía 3017 habitantes. En 1879, Dili tenía una población de 4114 personas.
Rafael Jácome Lopes de Andrade, entre 1881 y 1888, llevó a cabo varias mejoras en Dili, conectando la ciudad con los pueblos circundantes por carretera, construyendo una red de abastecimiento de agua y erigiendo el lugar del puerto.
Ya al principio de la inspiración neoclásica, se construyen la catedral y el edificio del ayuntamiento de Dili. Con la ocupación japonesa de Timor durante la II Guerra Mundial, estos dos edificios fueron destruidos. Fue un período particularmente negro en la historia de Dili y Timor, con masacres a la población y destrucción generalizada del edificio. La ciudad sufrió noventa y cuatro bombardeos, también por aviones australianos. La catedral fue destruida en 1943.

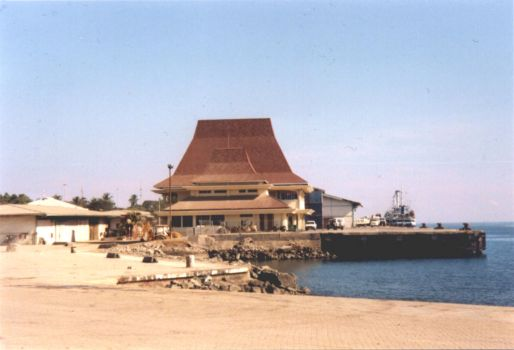
La arquitectura tradicional timorense en Dili.

Al final de la guerra, Timor regresó al dominio portugués, llevando a cabo una dolorosa y prolongada reconstrucción de la capital de la colonia y de todos los demás centros de población. Ya durante la estancia del coronel Filipe José Freire Temudo Barata (gobernador entre 1959 y 1963) se construyó el puente de agua Dili, se restableció el sistema de alcantarillado, el suministro regular de agua y electricidad. Se construyeron y repararon escuelas y hospitales o se construyeron nuevas calles, carreteras y puentes.
Fue seguido por el general José Alberty Correia (gobernador de 1963 a 1967) que empedró las calles principales de Dili, extendió el período de suministro de electricidad a 24 horas al día, y aprobó legislación, regulando las condiciones estéticas, de higiene y comodidad a la que todas las construcciones deben cumplir. Se utilizaron fondos del Plan de Desarrollo y del Ministerio de Ultramar para construir varios edificios en la ciudad: el Centro de Emisores de Telecomunicaciones, los talleres de obras públicas, la Escuela Técnica, la Imprenta Nacional, la central de Correos Telégrafos y Teléfonos, y también la prisión. El puerto fue modernizado y ampliado y se construyeron nuevos almacenes y accesos, aumentando su capacidad y pudiendo recibir barcos de hasta siete mil toneladas, como el «India» y el «Timor» de la Colonial Navigation Company. En 1965, la población de la ciudad era de 10 338 habitantes.
Entre 1968 y 1972, durante el gobierno del general José Nogueira Valente Pires, el ayuntamiento construyó barrios sociales dirigidos a la población más desfavorecida, contribuyendo a la mejora de la salud general de la ciudad. En 1972, Dili tenía 17 000 habitantes.
Timor Oriental proclamó unilateralmente su independencia el 28 de noviembre de 1975. Sin embargo, nueve días después, Indonesia invadió Dili, transformando el territorio en su vigésima séptima provincia de Indonesia, llamada «Timor Timur». Sin embargo, los resistentes timorenses, agrupados en torno al Frente Revolucionario de Timor Oriental Independiente (FRETILIN), continuaron una lucha de guerrillas contra la ocupación, combatida ferozmente por las Fuerzas Armadas de Indonesia. Durante los veinticinco años que duró la ocupación, decenas de miles de civiles resultaron muertos.

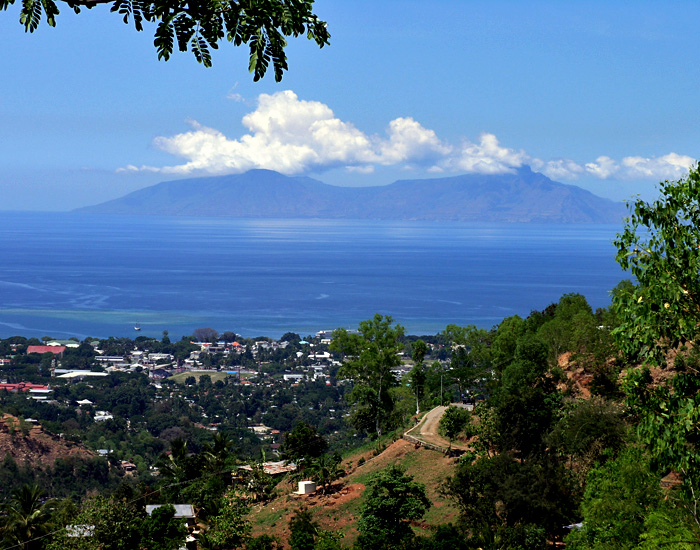
Dili y la isla de Ataúro.

En 1991, tuvo lugar la masacre del cementerio de Santa Cruz de Dili, que resultó en el apoyo internacional a la causa independentista de Timor Oriental.
En 1998, con la caída del dictador Suharto y la llegada al poder de Jusuf Habibie, el gobierno de Indonesia acordó celebrar un referéndum supervisado por la Organización de las Naciones Unidas en Timor Oriental. La mayoría de la población (78,5 %) votó a favor de la independencia, lo que provocó la ira de las milicias orquestadas por Indonesia, lo que llevó a la destrucción de gran parte de la ciudad. El 20 de mayo de 2002, Dili pasó a ser la capital de la República Democrática de Timor Oriental.
La mayoría de los edificios sufrieron daños a raíz de los actos de violencia en 1999, sin embargo, la ciudad todavía conserva muchos edificios y monumentos de la época portuguesa.
Con el fin de permitir el desarrollo sostenible y eliminar el carácter anárquico y elevada densidad de población de la capital de Timor Oriental, con el apoyo de la Facultad de Arquitectura de la Universidad de Lisboa de la Universidad de Lisboa, se ha elaborado un Plan de Urbanización de Dili, que ha permitido el diseño de calles y espacios públicos, hacer equipos e infraestructuras, autorizar grandes construcciones y aplicar propuestas en el marco de políticas sectoriales.

## Arquitectura

### Edificios

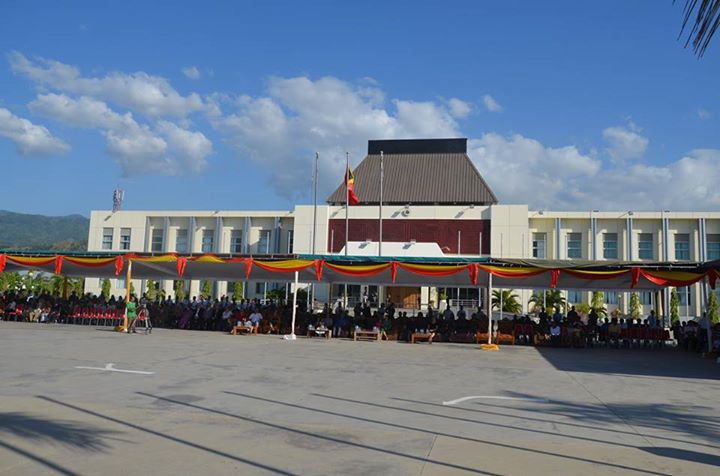
Fachada del Palacio de Presidencia Nicolau Lobato.

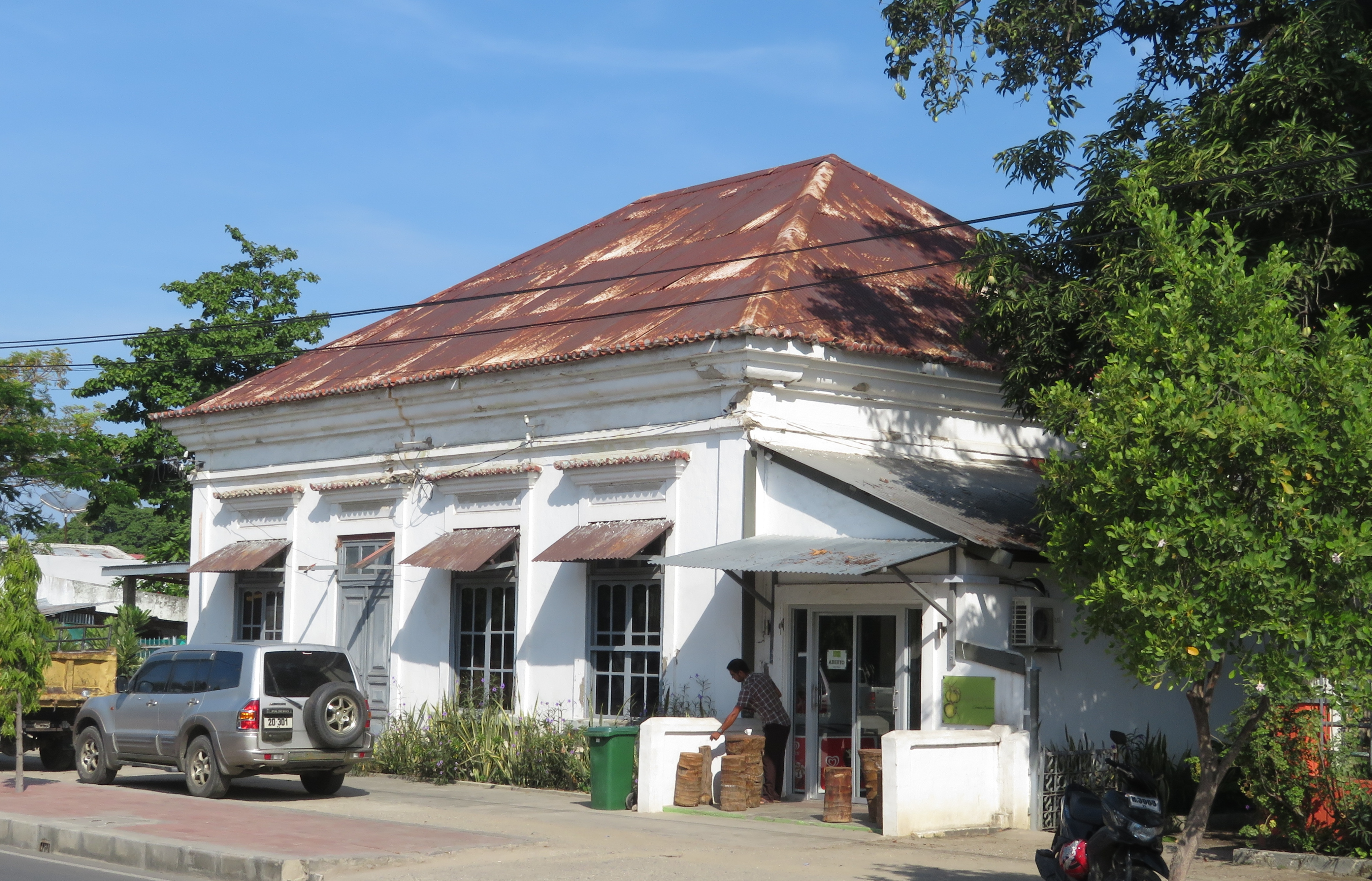
La antigua residencia del administrador del National Overseas Bank.

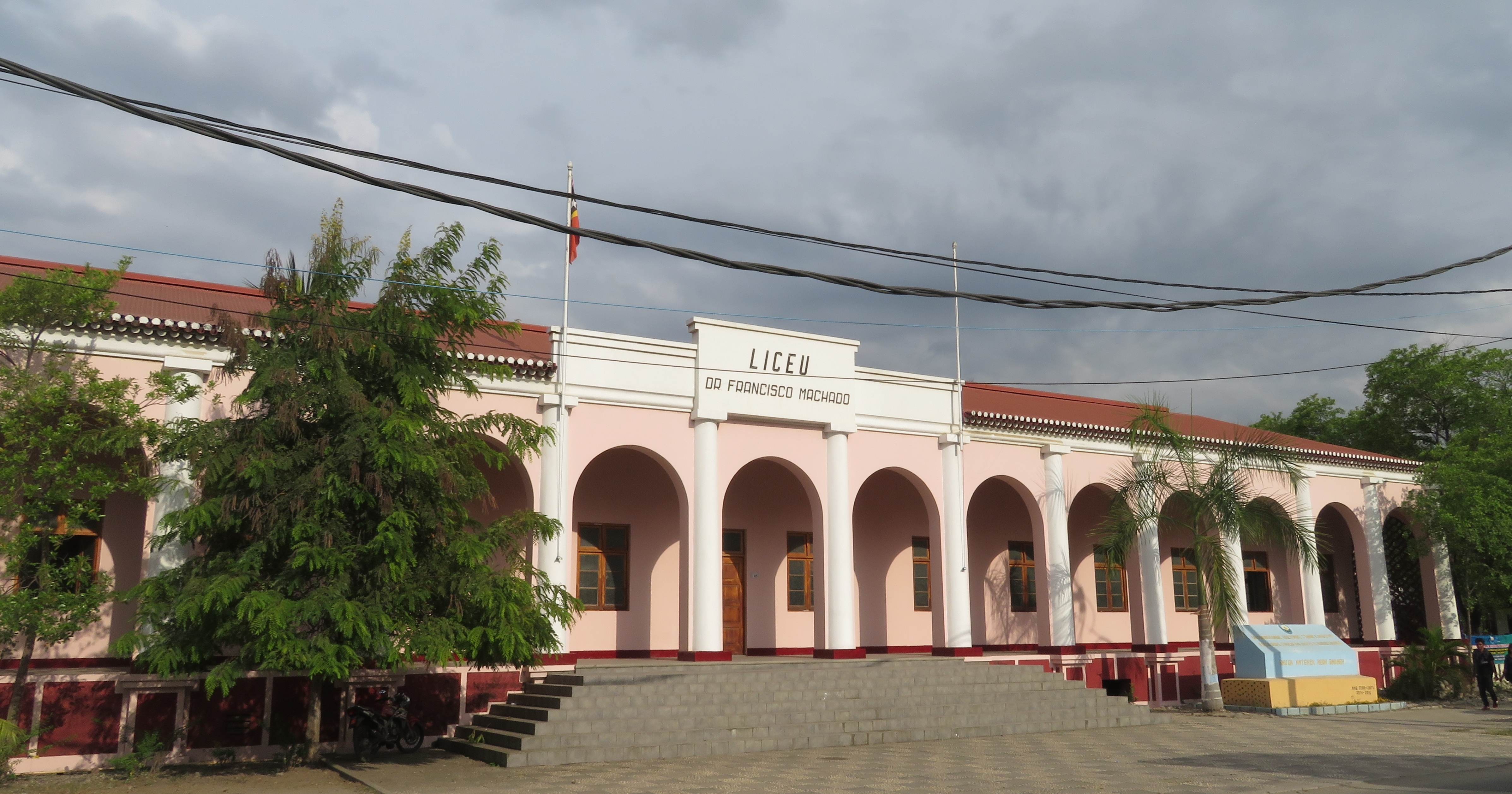
Liceo Dr. Franciso Machado (2016).

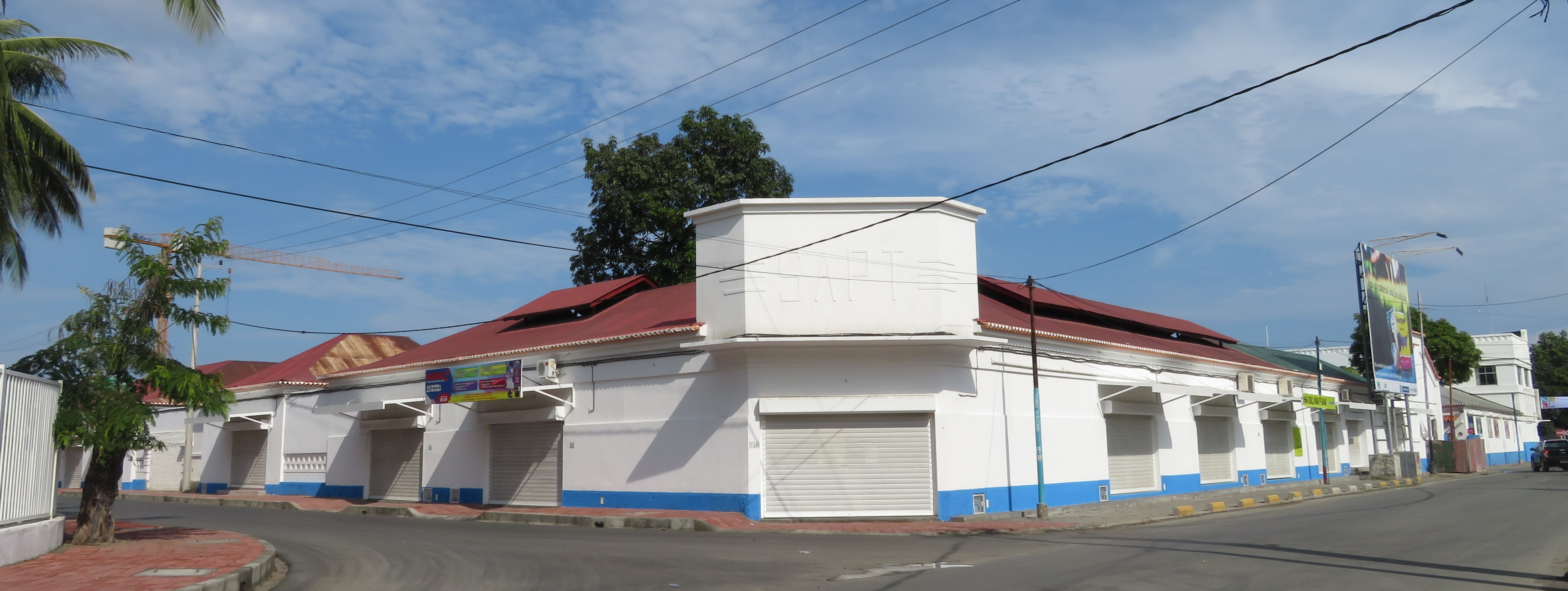
Edificio de la Sociedad Agrícola Patria y Laboral.

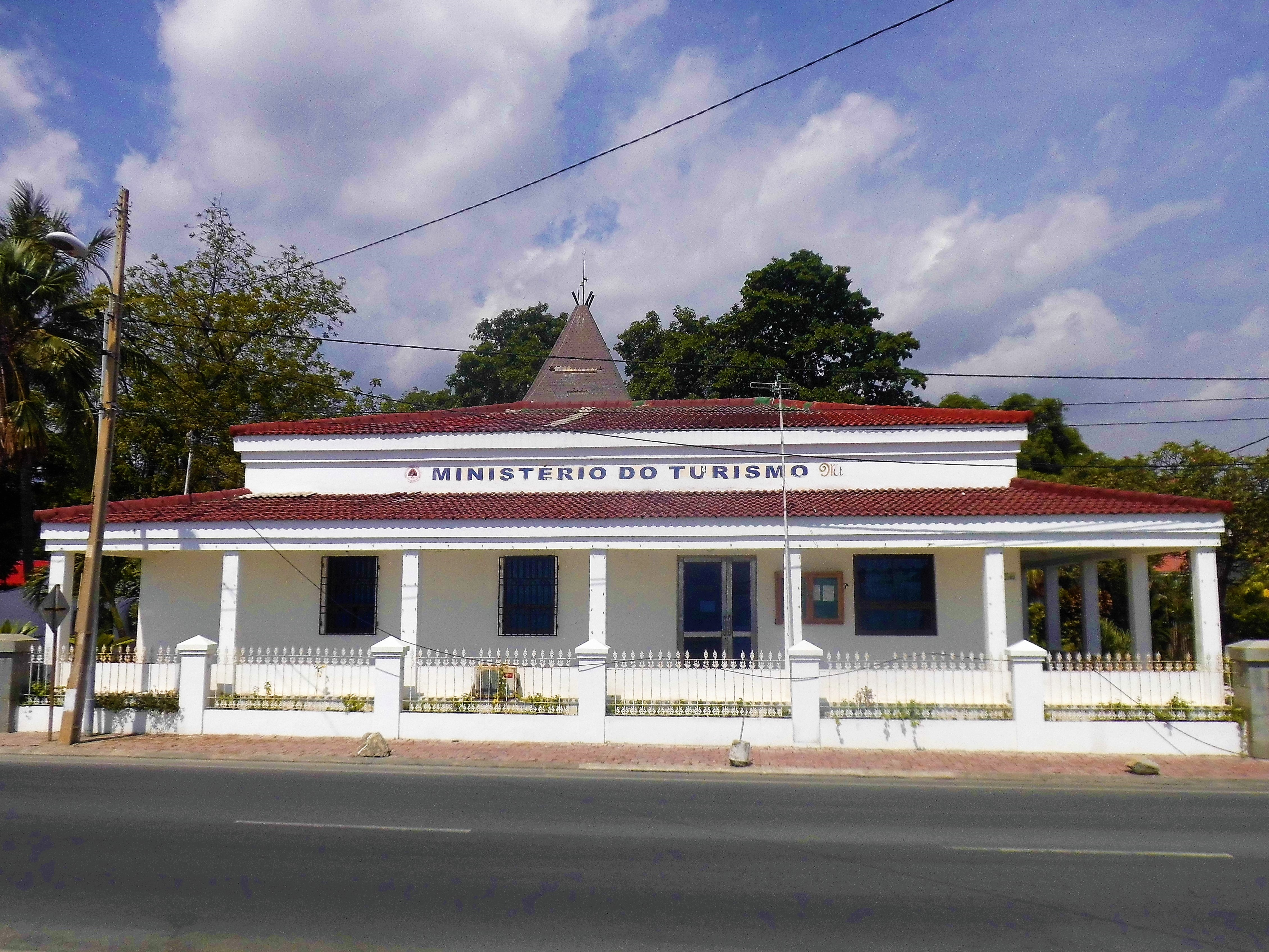
Sede del Ministerio de Turismo, Artes y Cultura de Timor Oriental.

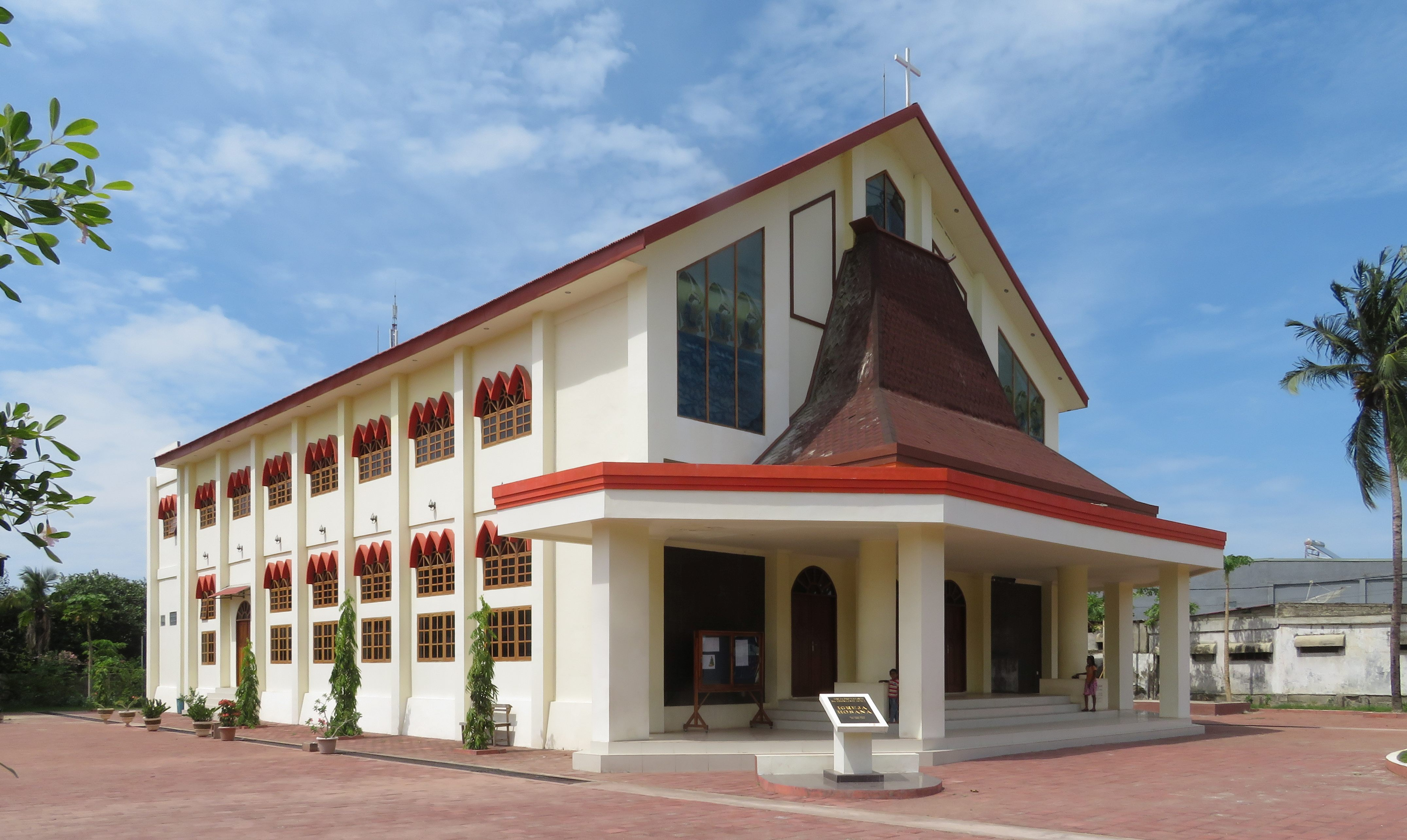
La Iglesia Hosana.

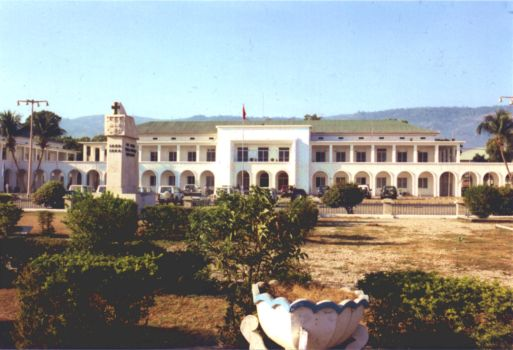
Palacio del Gobierno de Timor Oriental, antes de la independencia fue llamado Palacio del Gobernador. Enfrente está el Monumento al Infante D. Henrique. Actualmente el palacio alberga el gabinete del primer ministro de Timor-Oriental.

El Palacio de Presidencia Nicolau Lobato fue inaugurado el 27 de agosto de 2009, una oferta del gobierno de la República Popular de China al gobierno de Timor Oriental, en honor al político independiente Nicolau de los Reyes Lobato.
El Palacio del Gobierno de Timor Oriental es uno de los edificios construidos en Dili durante el período portugués que se convirtió en la sede del gobierno y las oficinas provinciales. Actualmente es la sede de la oficina del primer ministro, así como de los secretarios de Estado. Es una construcción hecha por New State (Portugal). La elección de una amplia columnata es el resultado de la influencia de las construcciones Comercio en Lisboa que querían reflejar allí. Cerca de él, frente al mar, hay tres grandes cañones antiguos que recuerdan los tiempos en que marcaron una presencia de fuerza de los portugueses. La avenida marginal que se extiende en la bahía junto al Palacio de Gobierno, es la principal zona utilizada para pasear.
En un proyecto apoyado por la Organización de las Naciones Unidas para la Educación, la Ciencia y la Cultura (UNESCO) y el Banco Mundial, se ha llevado a cabo recientemente la rehabilitación del antiguo cuartel de infantería para la creación del Centro Cultural Uma Fukun, que proporciona a la capital de Timor-Leste espacios de exposición especialmente dedicados, salas de reuniones, tiendas y toda una gama de servicios de apoyo.
Desde el punto de vista social y asistencial, destacamos la Maternidad Leonor Dias 1947, desactivada y degradada, el Hospital Dr. António Cândido de Carvalho, también en 1947, operando de manera complementaria y limitada, el Hospital Militar y el Hospital Nacional Guido Valadares.
Entre los centros educativos se encuentran los edificios de la antigua Escuela Preparatoria y Escuela Comercial e Industrial Profesor Silva Cunha, construido en 1964, y el ex Doctor Francisco Machado, que fue construido en 1922-24 y destruido en la guerra. Después de la reconstrucción se inauguró como escuela secundaria en 1952 y se expandió entre 1955 y 1956 de acuerdo con los planes de Eurico Pinto Lopes, con el apoyo del Concejo Municipal de Lisboa. Ambos están integrados actualmente en la Universidad Nacional Timor. También está el Seminario de Dare.
Desde un punto de vista religioso, las iglesias más relevantes son las de la Catedral de la Inmaculada Concepción en Balide, y la Iglesia de San Antonio de Motael. En 1940 fue creada la Catedral de Dili, cuyo edificio fue destruido en 1943 durante su pertenencia a Japón por aviones australianos. La moderna Iglesia Hosana, inaugurada en 2014 por Xanana Gusmão, es un edificio de la Iglesia Protestante iha Timor Lorosa’e.
Otros edificios que se encuentran en Dili son los antiguos locales de la Banco Nacional Ultramarino, la Sociedad Agrícola Pátria e Trabalho (SAPT), y el edificio de la Asociación Industrial y Agrícola de Timor (ACAIT), que es también la sede de la misión portuguesa y de Correios de Timor Oriental. Otros edificios importantes son el cine, la estación de radio transmisora, que fue construida en 1970 pero actualmente está abandonada, y el Matadero Municipal. La antigua residencia del gerente del Banco Nacional de Ultramar se encuentra en la calle 30 de agosto, en el jugo Bidau Lecidere. El edificio de la Sociedade Agrícola Pátria e Trabalho (SAPT) fue construido entre 1948 y 1949 como una de las primeras reformas en Dili después de la guerra. El Ministerio de Turismo, Artes y Cultura de Timor Oriental se encuentra en un edificio colonial en el jugo Motael renovado en 2003.

### Monumentos

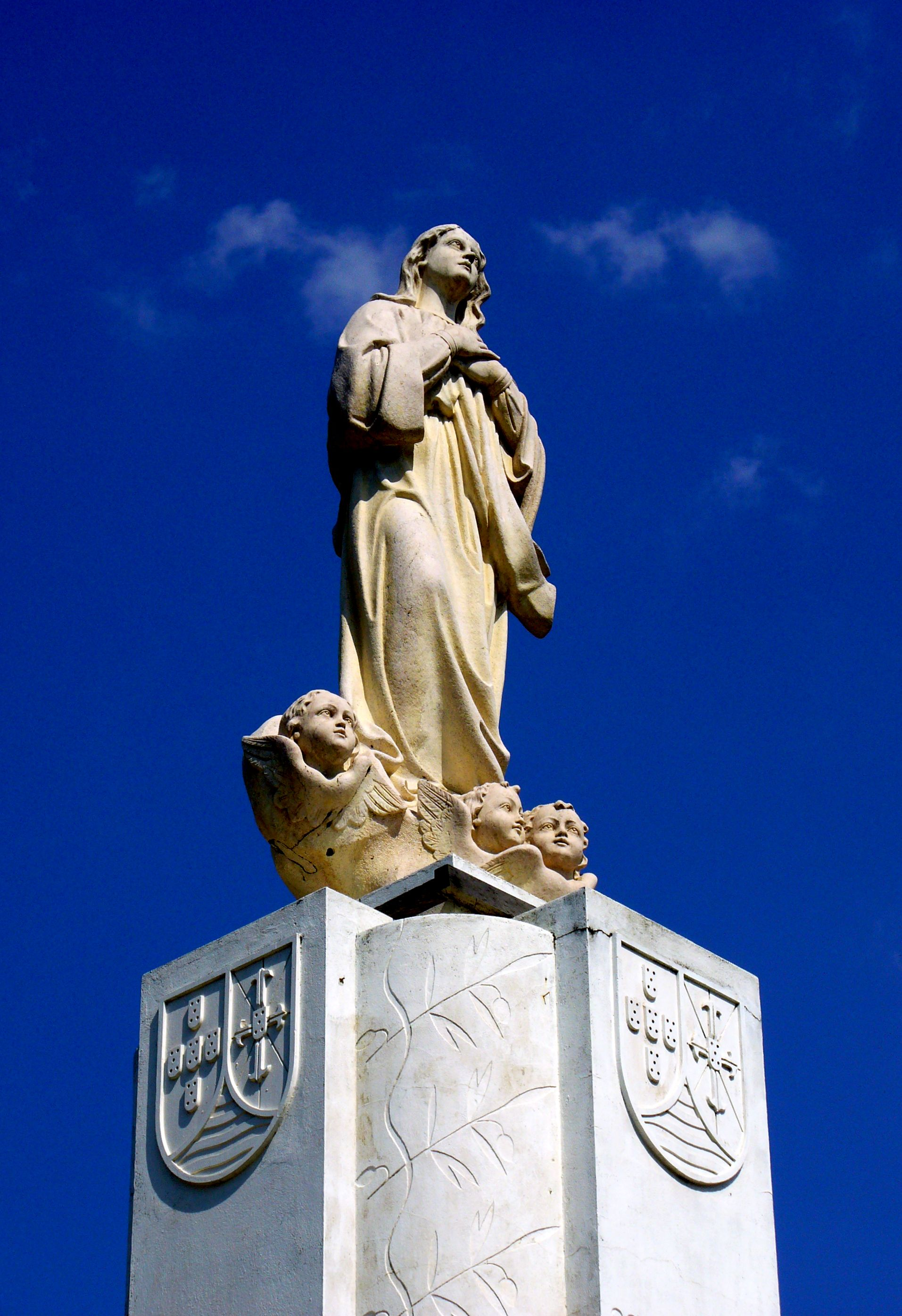
Monumento a Nuestra Señora.

El Monumento a Nuestra Señora, construido durante el año mariano de 1954, ocupa el centro de un jardín en la plaza de Lecidere, al este de la plaza del Palacio de Gobierno y frente a la maternidad Leonor Dias. Representa las armas de Timor Oriental de Timor portugués y, en la parte superior, la imagen de Nuestra Señora rodeada de ángeles.
El Monumento a las Víctimas de la Ocupación de Timor por los japoneses, erigido en 1946 en jugo Taibesse, tiene un pedestal coronado por un escudo con las armas de Portugal y colores nacionales, con dos rifles cruzados abajo. Todo el conjunto está situado en un área cuadrangular, flanqueada por granadas de cañón.
El Monumento al Infante D. Henrique se encuentra en la plaza central, frente al Palacio de Gobierno y supera los dos metros de altura. Fue construido en 1960 como parte de las celebraciones del quinto centenario de la muerte del Enrique el Navegante. En el lado del mar, el monumento aparece como un estándar, coronado con el escudo de las cinco quintas partes y la cruz de Cristo e incluye también un alto alivio relacionado con los descubrimientos con la rosa de los vientos y la inscripción: Por Seas Never Dantes Navigates.
El Monumento al Administrador Teniente Manuel de Jesús Pires se encuentra en Colmera, al oeste de la plaza central de Dili del Palacio de Gobierno, frente al puerto, un pequeño jardín triangular rodeado por un alero de hierro forjado, incluyendo en su centro un monumento «Al Administrador Teniente Manuel de Jesús Pires 1895-1944», como se menciona en la leyenda en la base del pedestal. El monumento está orientado hacia el este a la plaza central y tiene al lado de la ciudad, el escudo con las armas de Portugal, delante y coronando el pedestal la cruz de Cristo.
Junto al jardín del Monumento al Administrador Teniente Manuel de Jesús Pires, un vasto jardín cuadrado rodeado de muro y puerta que da al puerto, incluye en su centro un monumento a Nuestra Señora, al que se llega por el único centro comercial del jardín, flanqueado a ambos lados por una iluminación que evoca los hitos del Calvario de Cristo. El Monumento a la Reconstrucción de Timor consiste en un pedestal con una pequeña estatua de Nuestra Señora superada por una cubierta de palmera idéntica a la de los techos de las casas timorenses. En el pedestal aparece un subtítulo debajo de la bandera portuguesa: «Portugal y la fe en la reconstrucción de Timor» y el texto «2º Batallón de Infantería de la Brigada de Intervención Ligera, 13 de mayo de 2001».
El Monumento al Ingeniero Artur do Canto Resende fue erigido en un jardín junto al faro y frente al mar. Es el único en Dili que presenta un busto de bronce de la figura honrada en un pedestal superada por un escudo con las armas de Portugal y la leyenda: El ingeniero Arthur do Canto Resende, asesinado en prisión en Calabai en 1945, víctima de su patriotismo y su heroica abnegación.
La estatua de Cristo Rey de Dili, colocada en el monte Fatumaca, en la parte occidental de Dili, desde donde se puede ver la isla de Atauro, fue inaugurada en octubre de 1996 por el presidente Suharto, en medio de la ocupación indonesia. Sus setenta y seis pasos y veintisiete metros de altura son una clara alusión a la anexión de Timor Oriental en 1976 como la vigésima séptima provincia de Indonesia. La estatua fue construida con el apoyo financiero de Yakarta, el gobierno de la provincia de Timor Timur, y varias compañías, incluida la aerolínea Garuda Indonesia. La construcción de la estatua de Cristo Rey generó mucha controversia entre la población, siendo vista por muchos timorenses como un símbolo político impuesto por Yakarta, y no como una imagen meramente religiosa. El 24 de noviembre de 1996, en una ceremonia a la que asistieron cincuenta mil personas, el Obispo Carlos Filipe Ximenes Belo, pidiendo justicia y paz en Timor Oriental, terminó bendiciendo la estatua de Cristo Rey, después de ser presionado por las autoridades para hacerlo.
El monumento a la Integración, ubicado en lo que todavía se conoce comúnmente como «Taman Integrasi» (Parque de Integración) en el centro de Dili, fue construido por las autoridades indonesias para conmemorar la integración de Timor-Leste como su decimoséptima provincia. Consiste en una estatua de un «Liurai» (jefe local timorense) en las vestiduras tradicionales y armadas de su espada, liberándose de los grilletes que lo sujetaban con los pies y las manos. La base de la estatua está suspendida por cuatro grandes columnas, que recuerdan a los monumentos estalinistas. Varios monumentos similares de integración fueron construidos en todo el territorio.

## Clima
| Parámetros climáticos promedio de Díli | Parámetros climáticos promedio de Díli | Parámetros climáticos promedio de Díli | Parámetros climáticos promedio de Díli | Parámetros climáticos promedio de Díli | Parámetros climáticos promedio de Díli | Parámetros climáticos promedio de Díli | Parámetros climáticos promedio de Díli | Parámetros climáticos promedio de Díli | Parámetros climáticos promedio de Díli | Parámetros climáticos promedio de Díli | Parámetros climáticos promedio de Díli | Parámetros climáticos promedio de Díli | Parámetros climáticos promedio de Díli |
| Mes                                    | Ene.                                   | Feb.                                   | Mar.                                   | Abr.                                   | May.                                   | Jun.                                   | Jul.                                   | Ago.                                   | Sep.                                   | Oct.                                   | Nov.                                   | Dic.                                   | Anual                                  |
| -------------------------------------- | -------------------------------------- | -------------------------------------- | -------------------------------------- | -------------------------------------- | -------------------------------------- | -------------------------------------- | -------------------------------------- | -------------------------------------- | -------------------------------------- | -------------------------------------- | -------------------------------------- | -------------------------------------- | -------------------------------------- |
| Temp. máx. abs. (°C)                   | 36.0                                   | 35.5                                   | 36.6                                   | 36.0                                   | 35.7                                   | 36.5                                   | 34.1                                   | 35.0                                   | 34.0                                   | 34.5                                   | 36.0                                   | 36.6                                   | 36.6                                   |
| Temp. máx. media (°C)                  | 31.3                                   | 31.1                                   | 31.2                                   | 31.5                                   | 31.3                                   | 30.7                                   | 30.2                                   | 30.1                                   | 30.3                                   | 30.5                                   | 31.4                                   | 31.1                                   | 30.9                                   |
| Temp. media (°C)                       | 27.7                                   | 27.6                                   | 27.4                                   | 27.4                                   | 27.0                                   | 26.8                                   | 25.5                                   | 25.1                                   | 25.4                                   | 26.0                                   | 27.2                                   | 27.4                                   | 26.6                                   |
| Temp. mín. media (°C)                  | 24.1                                   | 24.1                                   | 23.5                                   | 23.5                                   | 22.8                                   | 21.9                                   | 20.8                                   | 20.1                                   | 20.5                                   | 21.5                                   | 23.0                                   | 23.6                                   | 22.4                                   |
| Temp. mín. abs. (°C)                   | 19.0                                   | 16.2                                   | 16.5                                   | 18.2                                   | 13.2                                   | 14.5                                   | 12.4                                   | 11.8                                   | 13.4                                   | 16.1                                   | 18.0                                   | 16.7                                   | 11.8                                   |
| Precipitación total (mm)               | 139.5                                  | 138.7                                  | 132.7                                  | 104.3                                  | 74.9                                   | 58.4                                   | 20.1                                   | 12.1                                   | 9.0                                    | 12.8                                   | 61.4                                   | 144.9                                  | 908.8                                  |
| Días de lluvias (≥ 1 mm)               | 13                                     | 13                                     | 11                                     | 9                                      | 6                                      | 4                                      | 3                                      | 1                                      | 1                                      | 2                                      | 6                                      | 11                                     | 80                                     |
| Horas de sol                           | 189.1                                  | 161.0                                  | 235.6                                  | 234.0                                  | 266.6                                  | 246.0                                  | 272.8                                  | 291.4                                  | 288.0                                  | 297.6                                  | 270.0                                  | 220.1                                  | 2972.2                                 |
| Humedad relativa (%)                   | 80                                     | 82                                     | 80                                     | 77                                     | 75                                     | 72                                     | 71                                     | 70                                     | 71                                     | 72                                     | 73                                     | 77                                     | 75                                     |
| Fuente:                                |                                        |                                        |                                        |                                        |                                        |                                        |                                        |                                        |                                        |                                        |                                        |                                        |                                        |

## Administración

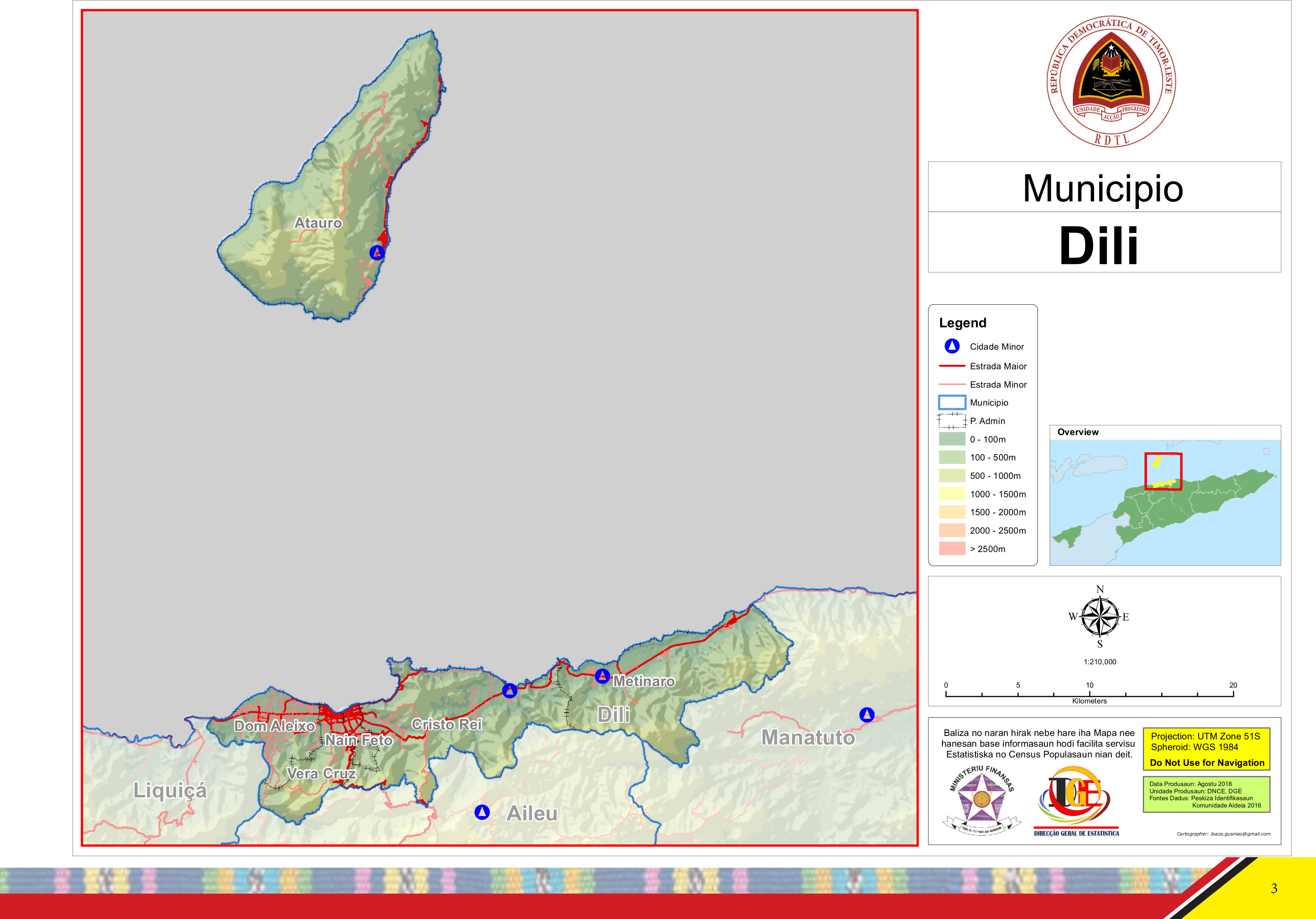
Mapa de Dili.

Dili, es la sede de la administración del distrito de Dili, que es la entidad administrativa de la zona e incluye la isla de Atauro y algunas ciudades cercanas a la ciudad de Dili. La ciudad forma parte de los subdistritos de Naín Feto, Veracruz, Dom Aleixo y Cristo Rei y se divide en varios sucos, que están a cargo de uno de los jefes de suco elegidos. 18 de los 26 sucos de los cuatro subdistritos se clasifican como urbanos. No existe una administración de la ciudad junto al administrador del distrito, quien fue nombrado por el estado. El gobierno de Timor comenzó a planificar en 2009 para cambiar el estado de los distritos en los municipios. Estos tendrán un alcalde electo y un consejo.

## Economía
Es el principal puerto y centro comercial del país.

## Transporte
La ciudad dispone del Aeropuerto Internacional Presidente Nicolau Lobato, que es utilizado para vuelos comerciales y militares.

## Ciudades hermanadas
- Coímbra – Portugal
- Darwin – Australia